# Emanuel Cecchini
Emanuel Rodrigo Cecchini (Ingeniero Huergo, Provincia de Río Negro, Argentina; 24 de diciembre de 1996) es un futbolista argentino. Juega como mediocampista central y su primer equipo fue Banfield. Actualmente milita en San Lorenzo de Almagro de la Liga Profesional.

## Trayectoria

### Banfield
Nacido en Ingeniero Luis A. Huergo, Provincia de Río Negro, Cecchini se unió a las juveniles de Banfield en 2010. el 14 de junio de 2013, hizo su debut en el primer equipo a la edad de 16 años, entrando como sustituto en una victoria 4-2 como visitante contra Defensa y Justicia para el 
campeonato de la Primera B Nacional.
Cecchini posteriormente regresó a las juveniles, apareciendo solo una vez en el banquillo durante la  temporada 2013-14 cuando su equipo logró el ascenso a la Primera División de Argentina. Hizo su debut en la categoría el 21 de febrero de 2015, reemplazando a Nicolás Bertolo en una goleada por 4-1 frente Atlético de Rafaela.
En el 2016 tuvo buenos rendimientos en reserva que lo llevaron al primer equipo, y por los bajos rendimientos de los titulares, Emanuel sería titular junto al otro juvenil Eric Remedi. Y por la fecha 5 del torneo Cecchini convertiría su primer gol en primera, dándole la victoria al equipo tras un pase de Walter Erviti que lo dejaría mano a mano con el arquero, anotando el 3-2 final ante San Martín de San Juan.

### Málaga
En julio de 2017, gracias a su muy buen rendimiento en el equipo de Julio César Falcioni, siendo titular indiscutido en la mitad del campo, se transforma en nuevo refuerzo del Málaga por el valor de 5 millones de dólares a cambio del 85% de su pase.

### León
El 28 de diciembre de 2017, Emanuel Cecchini fue cedido al club mexicano León durante los siguientes seis meses sin una opción de compra.

### Banfield (segundo período)
Luego de su breve paso por México, retornó cedido a Banfield para afrontar la Copa Sudamericana y la liga argentina.

### Seattle Sounders
El 8 de agosto de 2019 es cedido a Seattle Sounders, equipo que milita en la MLS estadounidense, hasta diciembre de 2020.

### Unión de Santa Fe
El 23 de enero de 2020 se confirma su llegada a Unión de Santa Fe, a préstamo por un año desde Málaga. Sin embargo, en octubre el club español tomó la decisión de despedirlo, por lo que a partir del 1 de enero de 2021, cuando finalice su cesión, quedará con el pase en su poder y será jugador libre.

## Estadísticas
- Actualizado al 2 de agosto de 2025

| Club                            | Div.                | Temporada           | Liga  | Liga  | Copa nacional | Copa nacional | Copa internacional | Copa internacional | Total | Total |
| Club                            | Div.                | Temporada           | Part. | Goles | Part.         | Goles         | Part.              | Goles              | Part. | Goles |
| ------------------------------- | ------------------- | ------------------- | ----- | ----- | ------------- | ------------- | ------------------ | ------------------ | ----- | ----- |
| Banfield Argentina              | 2.ª                 | 2012/13             | 1     | 0     | —             | —             | —                  | —                  | 1     | 0     |
| Banfield Argentina              | 2.ª                 | 2013/14             | —     | —     | —             | —             | —                  | —                  | 0     | 0     |
| Banfield Argentina              | 1.ª                 | 2014                | —     | —     | —             | —             | —                  | —                  | 0     | 0     |
| Banfield Argentina              | 1.ª                 | 2015                | 1     | 0     | —             | —             | —                  | —                  | 1     | 0     |
| Banfield Argentina              | 1.ª                 | 2016                | 2     | 0     | 1             | 0             | —                  | —                  | 3     | 0     |
| Banfield Argentina              | 1.ª                 | 2016/17             | 27    | 4     | 1             | 1             | 0                  | 0                  | 28    | 5     |
| Banfield Argentina              | 1.ª                 | 2018/19             | 15    | 0     | 2             | 0             | 4                  | 0                  | 21    | 0     |
| Banfield Argentina              | Total               | Total               | 46    | 4     | 4             | 1             | 4                  | 0                  | 54    | 5     |
| Málaga · España                 | 1.ª                 | 2017/18             | 2     | 0     | 1             | 0             | —                  | —                  | 3     | 0     |
| Málaga · España                 | Total               | Total               | 2     | 0     | 1             | 0             | 0                  | 0                  | 3     | 0     |
| León · México                   | 1.ª                 | 2018                | 1     | 0     | 2             | 0             | —                  | —                  | 3     | 0     |
| León · México                   | Total               | Total               | 1     | 0     | 2             | 0             | 0                  | 0                  | 3     | 0     |
| Seattle Sounders Estados Unidos | 1.ª                 | 2019                | 4     | 0     | —             | —             | —                  | —                  | 4     | 0     |
| Seattle Sounders Estados Unidos | Total               | Total               | 4     | 0     | 0             | 0             | 0                  | 0                  | 4     | 0     |
| Unión Argentina                 | 1.ª                 | 2019/20             | 4     | 0     | 1             | 0             | —                  | —                  | 5     | 0     |
| Unión Argentina                 | 1.ª                 | 2020                | —     | —     | 1             | 0             | —                  | —                  | 1     | 0     |
| Unión Argentina                 | Total               | Total               | 4     | 0     | 2             | 0             | 0                  | 0                  | 6     | 0     |
| Gimnasia (LP) Argentina         | 1.ª                 | 2021                | 14    | 0     | 7             | 1             | —                  | —                  | 21    | 1     |
| Gimnasia (LP) Argentina         | 1.ª                 | 2022                | 12    | 0     | 8             | 0             | —                  | —                  | 20    | 0     |
| Gimnasia (LP) Argentina         | Total               | Total               | 26    | 0     | 15            | 1             | 0                  | 0                  | 41    | 1     |
| Unión Española · Chile          | 1.ª                 | 2023                | 17    | 0     | 2             | 0             | —                  | —                  | 19    | 0     |
| Unión Española · Chile          | Total               | Total               | 17    | 0     | 2             | 0             | 0                  | 0                  | 19    | 0     |
| Audax Italiano · Chile          | 1.ª                 | 2024                | 26    | 1     | 2             | 0             | —                  | —                  | 28    | 1     |
| Audax Italiano · Chile          | Total               | Total               | 26    | 1     | 2             | 0             | 0                  | 0                  | 28    | 1     |
| San Lorenzo Argentina           | 1.ª                 | 2025                | 14    | 1     | 2             | 0             | —                  | —                  | 16    | 1     |
| San Lorenzo Argentina           | Total               | Total               | 14    | 1     | 2             | 0             | 0                  | 0                  | 16    | 1     |
| Total en su carrera             | Total en su carrera | Total en su carrera | 140   | 6     | 30            | 2             | 4                  | 0                  | 174   | 8     |

## Palmarés

### Campeonatos nacionales
| Título              | Club             | País           | Año  |
| ------------------- | ---------------- | -------------- | ---- |
| Primera B Nacional  | Banfield         | Argentina      | 2014 |
| Major League Soccer | Seattle Sounders | Estados Unidos | 2019 |